# 岩黒島インターチェンジ

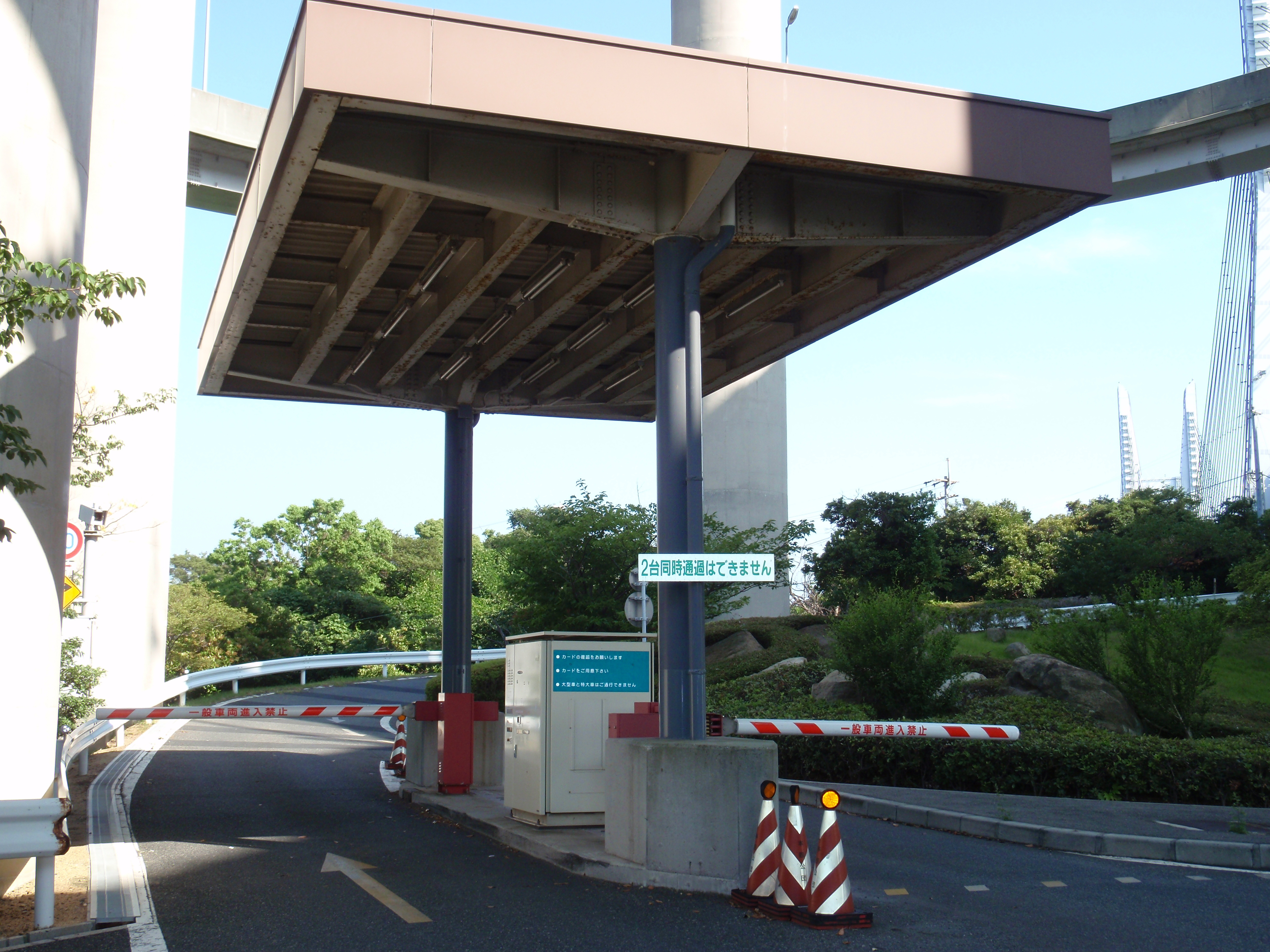
出入口ゲート

岩黒島インターチェンジ（いわくろじまインターチェンジ）は、香川県坂出市岩黒（岩黒島）にある瀬戸中央自動車道のインターチェンジ (IC) である。
当ICを利用出来るのは島民および関係者、緊急車両や路線バス、郵便物集配車両などに限られ、一般車両は利用出来ない。
また、当ICに併設する岩黒島バスストップ（いわくろじまバスストップ）についても記述する。

## 概要
このランプは地形上、早島IC/TB方面からの流出および、坂出TB/IC方面（南行き）への流入のみのハーフランプとなっている。
岩黒島から早島IC/TB方面（北行き）への流入、および坂出TB/IC方面から岩黒島への流出の際は、櫃石島ICや与島PAでUターンするように案内されている。この場合、島民と言えども精算機や料金所（検札）でチェックを受けるので、はみ出し区間の往復料金が必要になる。
正式には、「岩黒島管理用出入口」と称し、大型車や特大車の出入りは不能である。このため、路線バスは岩黒島高架橋上にある岩黒島BSに発着する。なお、2021年4月1日からは一部の便が小型バスに変更されたため、坂出方面に向かう便に限り島内に乗り入れている。
ゲートは無人で、橋上に流入および流出ゲート、橋下に出入口ゲートの2箇所がある。入口ゲートにはカード確認機が、流出ゲートには精算機が、流入ゲートには通行券発行機があり、ゲートの通過には本州四国連絡高速道路株式会社の発行する別納カード（三島用）が必要である。また、一般車両の誤進入を防ぐため、流出ゲートに「ここは出口ではありません」の標識が設置されている。なお先述の民宿宿泊に伴う入出の場合インターフォンによる対応となり、民宿からの入島券番号を伝えると遠隔でゲートが開く。

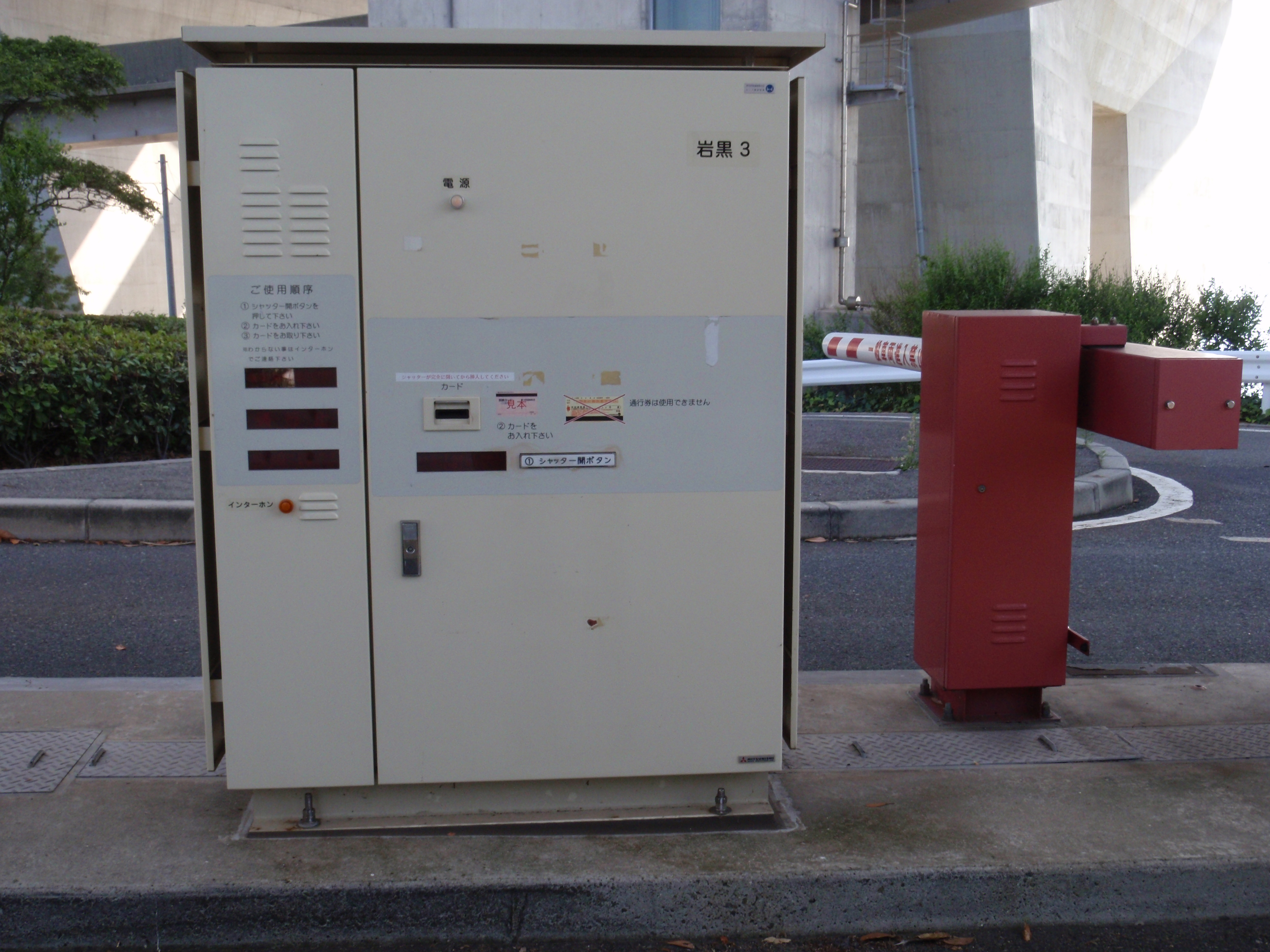
入口ゲートに設置されているカード確認機
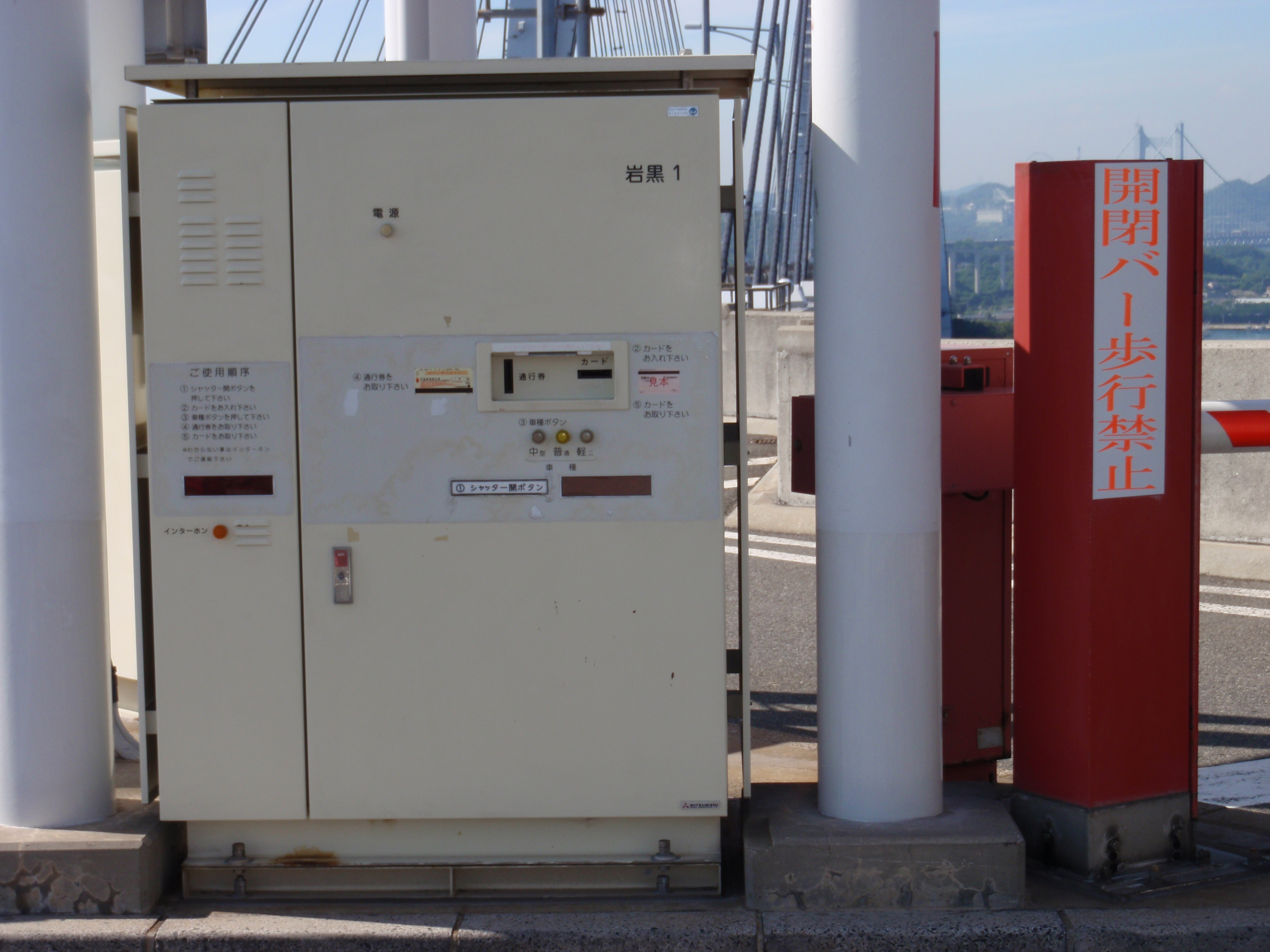
流入ゲートに設置されている通行券発行機
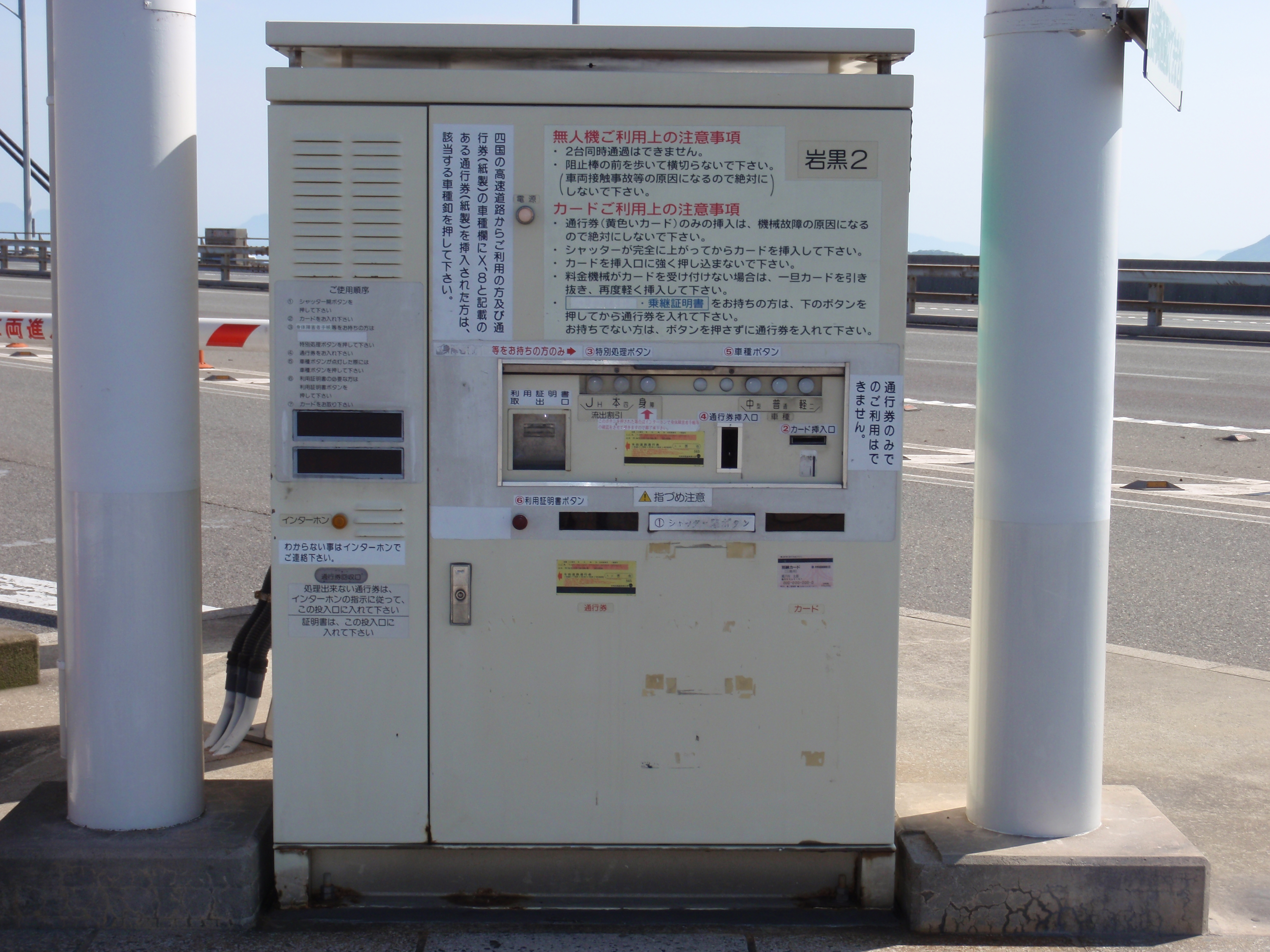
流出ゲートに設置されている精算機
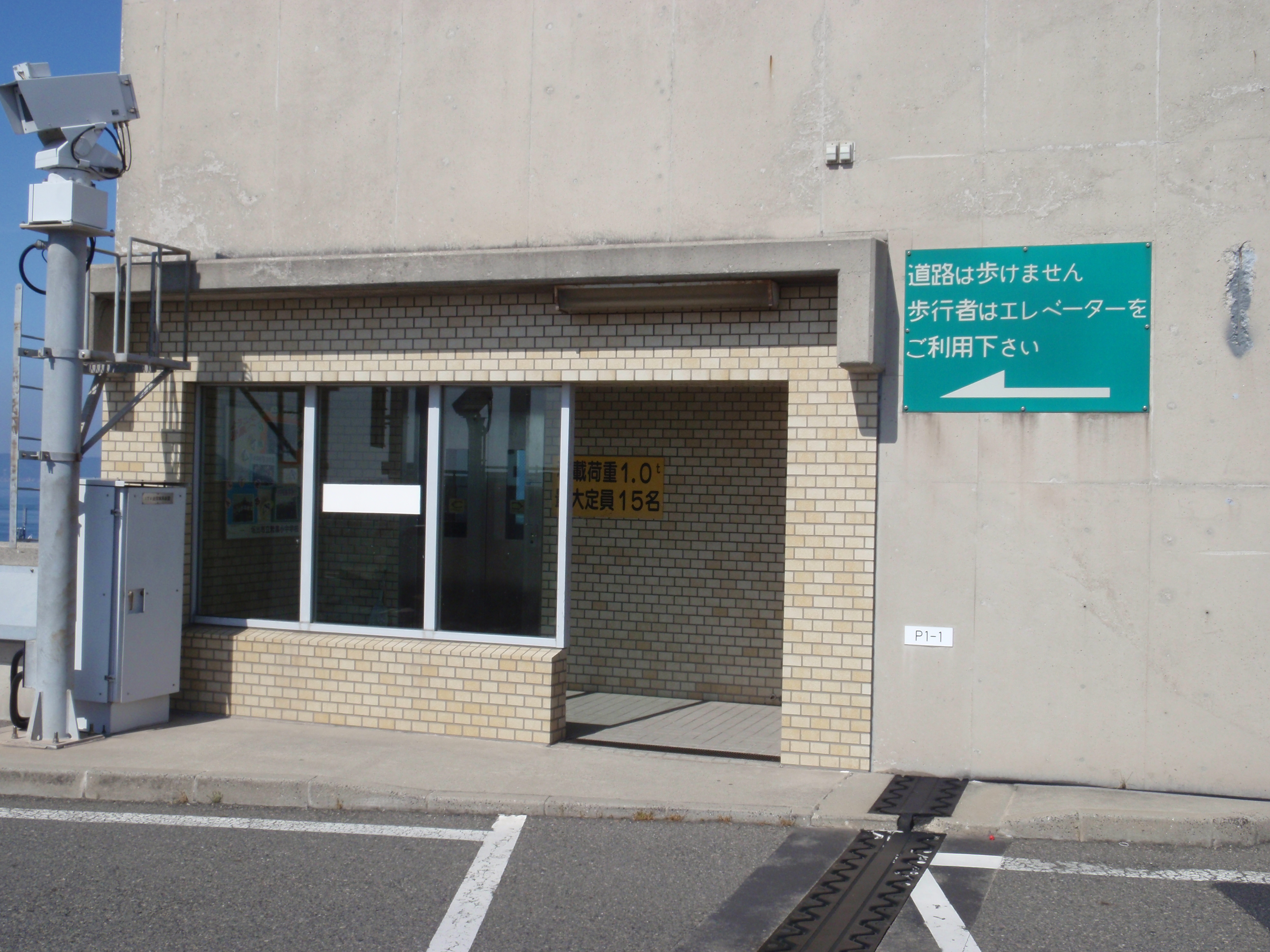
歩行者用エレベーター

## 周辺
- 坂出市立岩黒小中学校

## 岩黒島バスストップ
岩黒島IC（岩黒島管理用出入口）の流入および流出ゲート（岩黒島高架橋上）に、高速道路を経由する一般路線バス用のバス停留所が設けられている。
歩行者は、四国方面のバス停にあるエレベーターを利用して島との往来が可能である。本州方面バス停へは道路下に設けられた歩行者用通路を利用する。
バス事業者は、岩黒島（いわくろじま）という呼称を使用している。

### 停車する路線
- 瀬戸大橋線（琴参バス）
  - 児島駅 - 坂出駅

かつては瀬戸大橋特急線も停車していた。

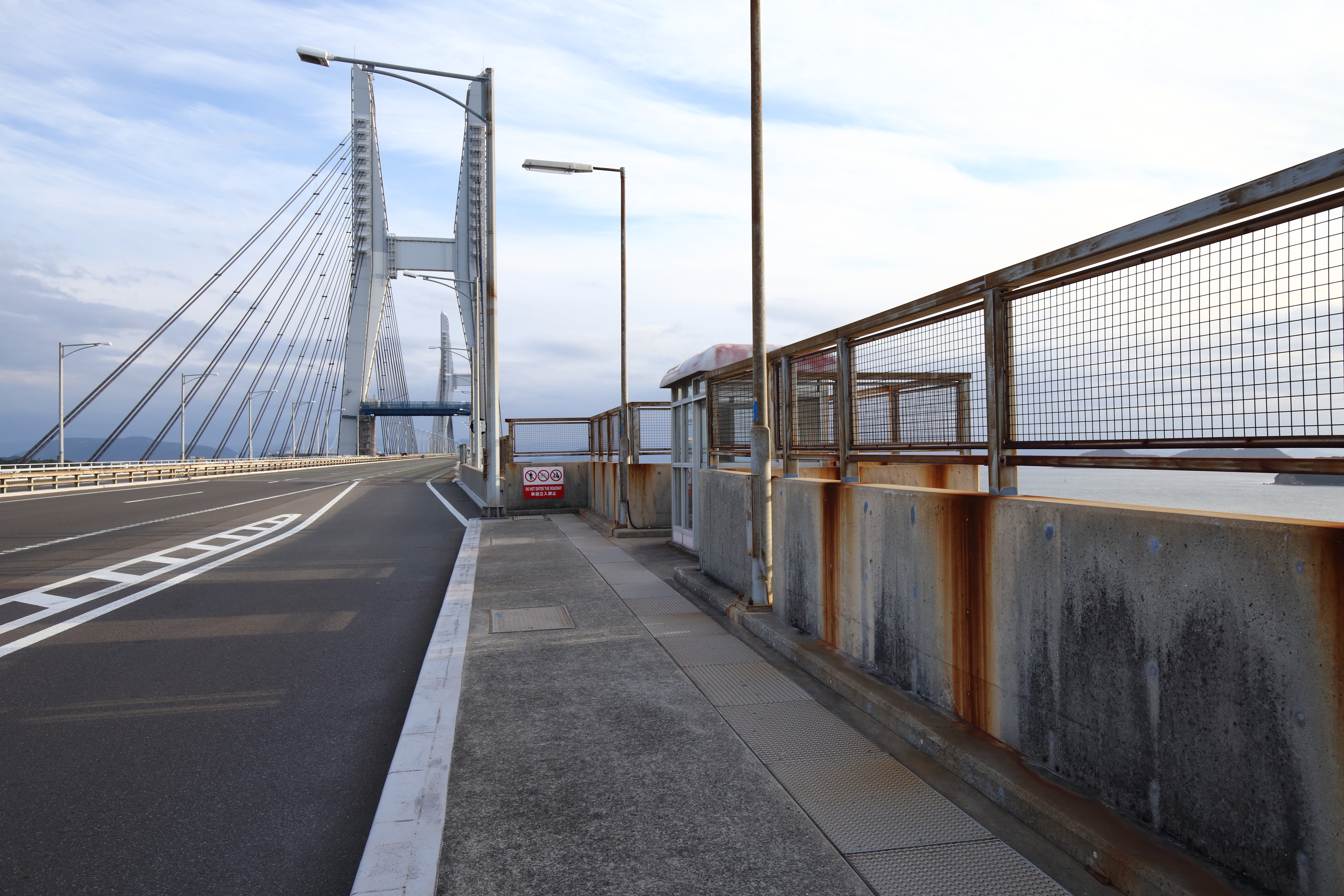
岩黒島バス停（岡山県児島方面）
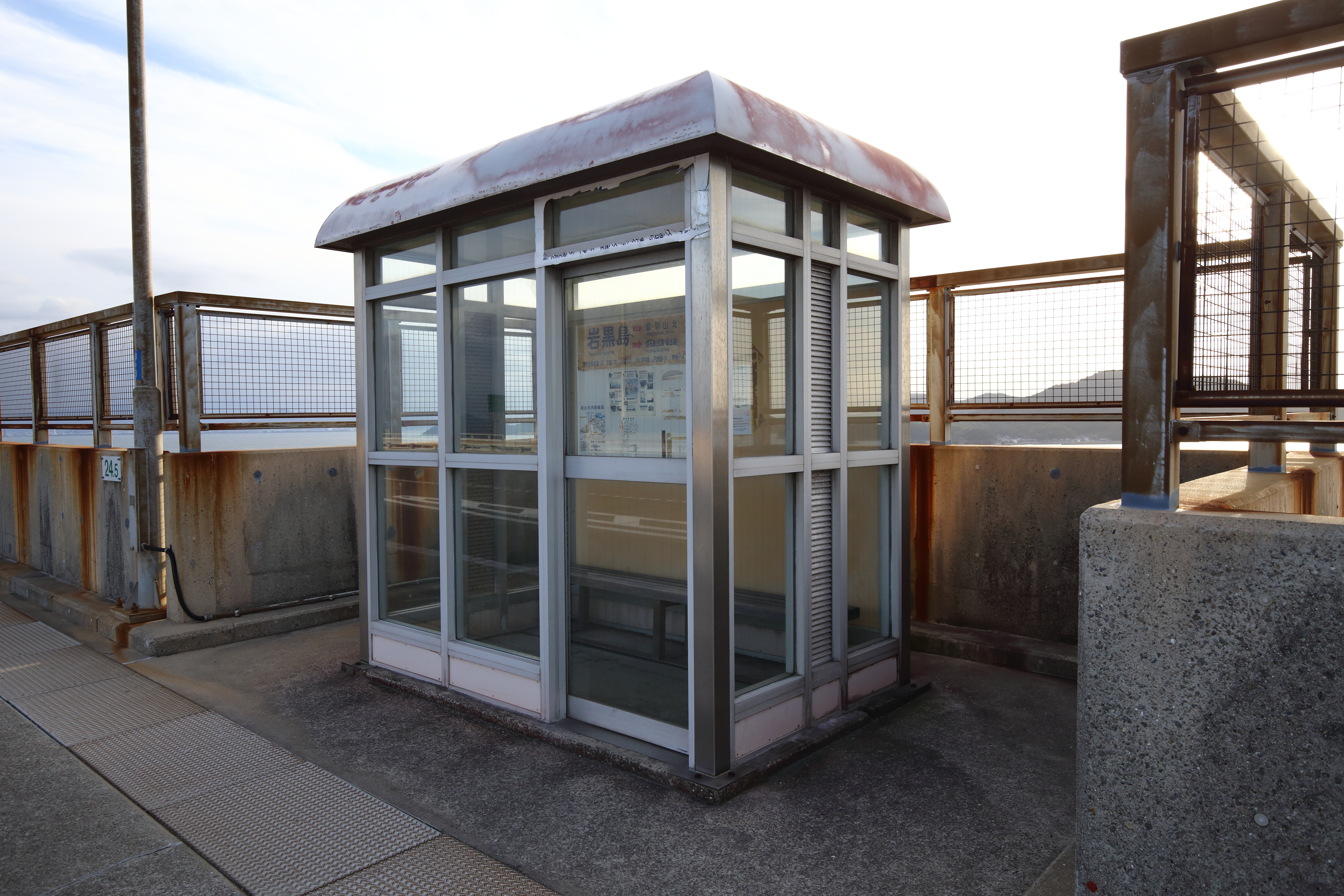
バス待合室（岡山県児島方面）
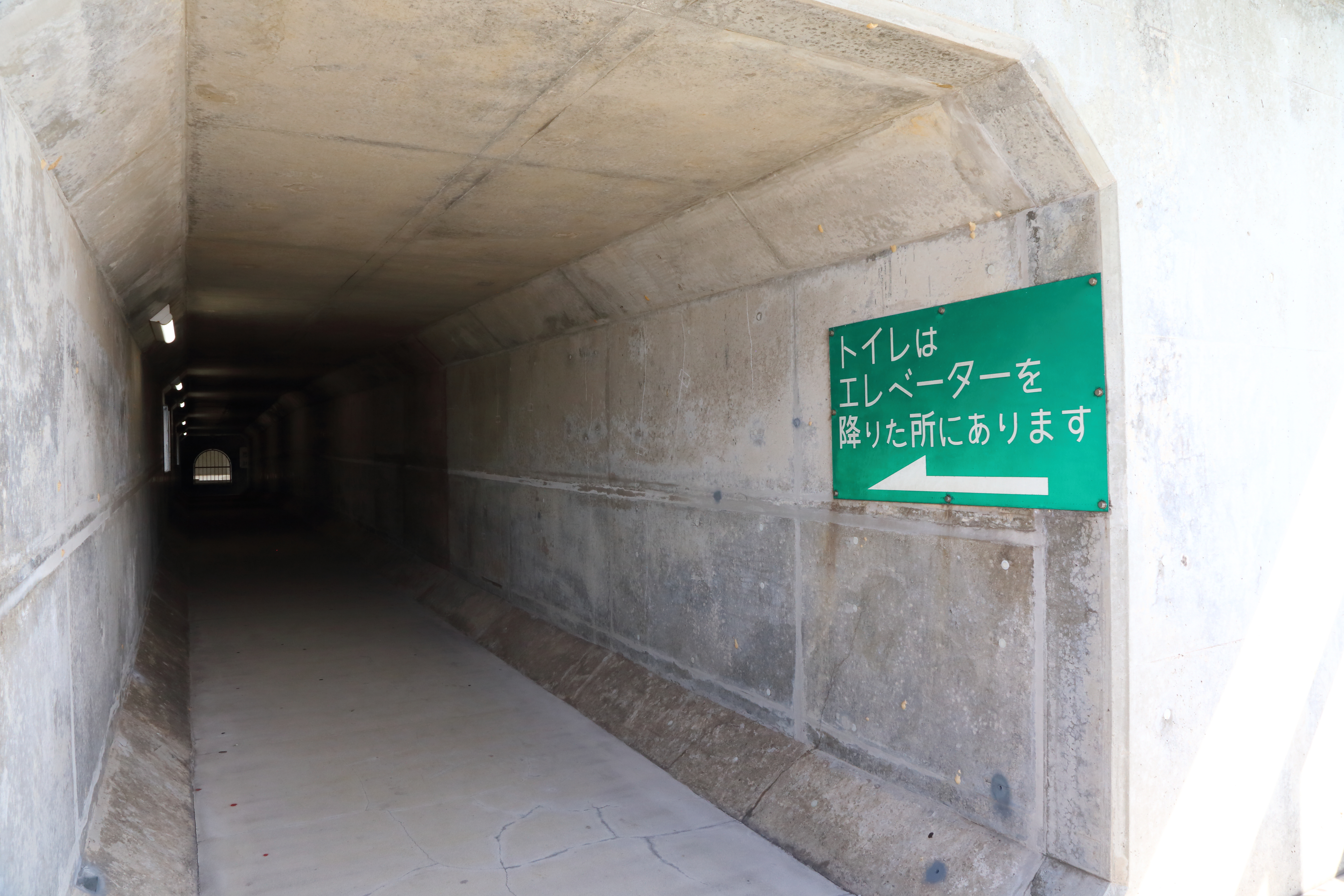
道路下に設けられた歩行者用通路
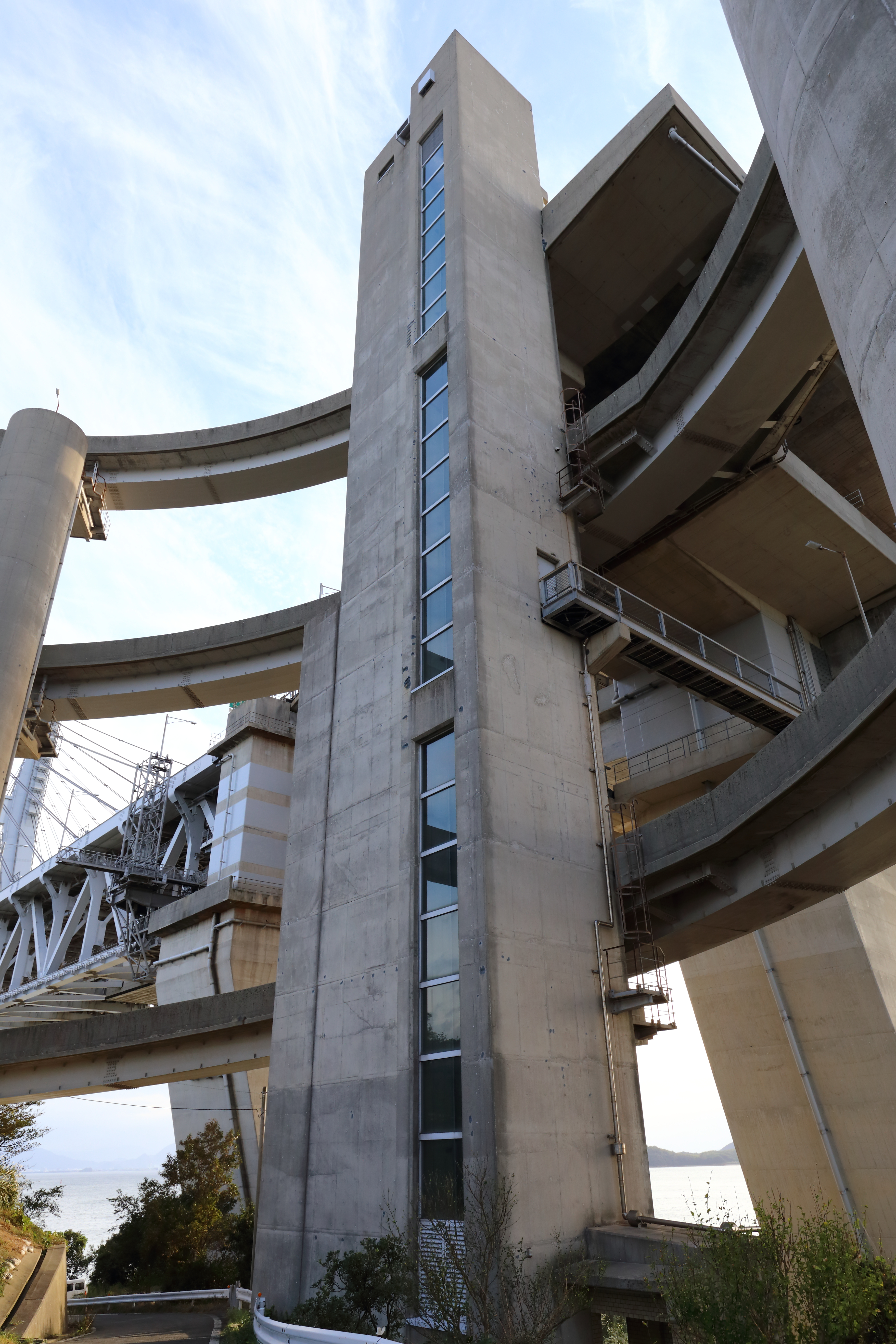
歩行者用エレベーター外観
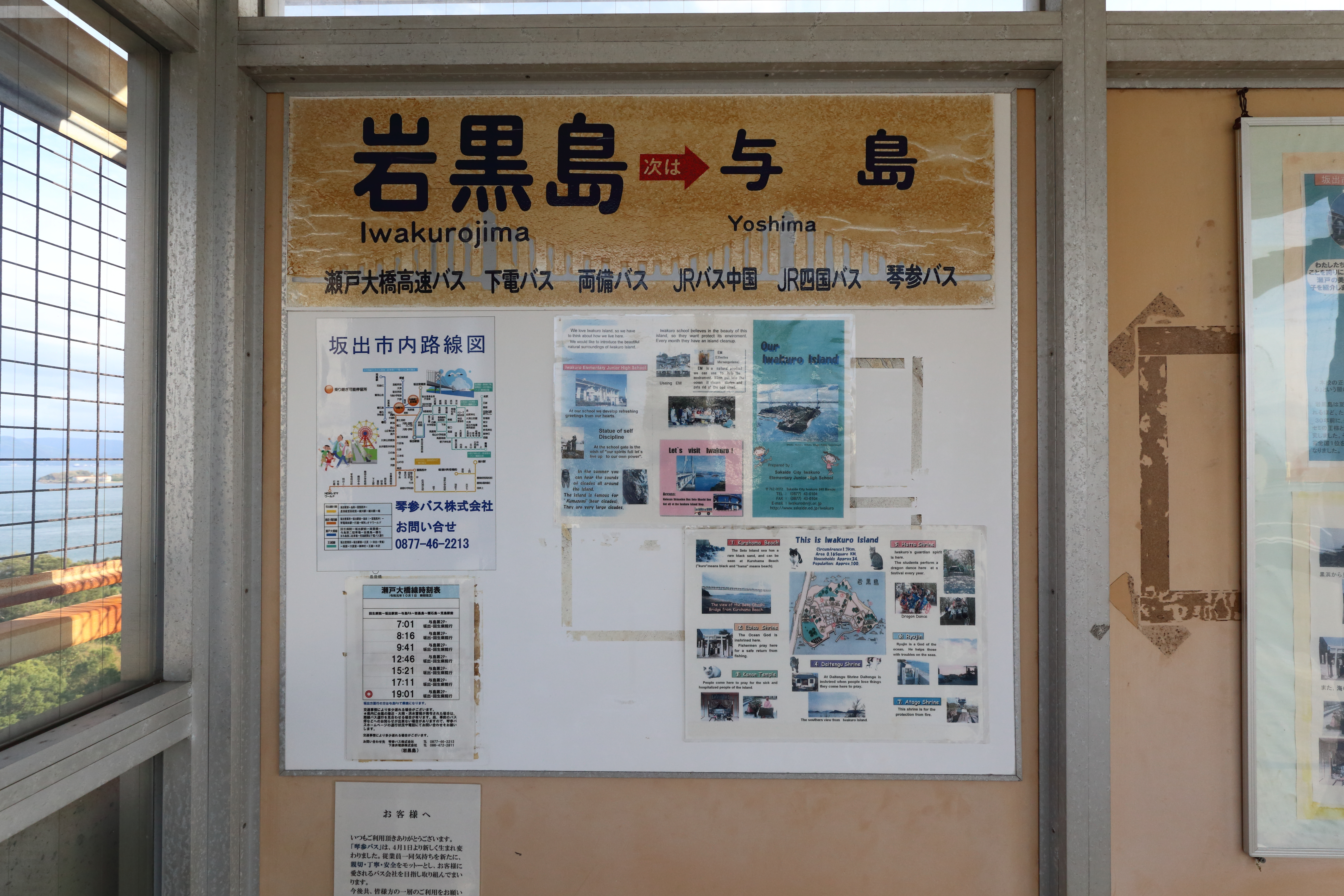
岩黒島バス停表示板（香川県与島方面）

## 隣
E30 瀬戸中央自動車道
(3)児島IC - 鷲羽山北BS - 櫃石島IC - 岩黒島IC - 与島IC/PA - (4)坂出北IC
- 櫃石島IC、岩黒島IC、与島ICは島民およびその関係者、緊急車両、路線バス、郵便物集配車両などが利用できるICである。
- 一般車両は坂出TB/IC方面の坂出北ICまで乗り降りができない。